# ルーク・レトロー
ルーク・ジョシュア・レトロー（Luke Joshua Letlow、1979年12月6日 - 2020年12月29日）は、アメリカ合衆国の政治家。下院議員に当選したが就任前に死去した。

## 来歴
ルイジアナ州の非法人地域で育つ。2003年、ルイジアナ工科大学を卒業。
2020年12月5日、ルイジアナ州第5選挙区にて62％の得票率で当選。
12月18日、新型コロナウイルス感染症の陽性を発表。12月29日、就任を5日後に控えたまま新型コロナウイルス感染症の合併症により死去。
死去に伴い、2021年3月20日に行われた特別選挙では、未亡人となったジュリア・レトローが当選を果たしルークの地盤を継承した。